# Vlag van Hallum

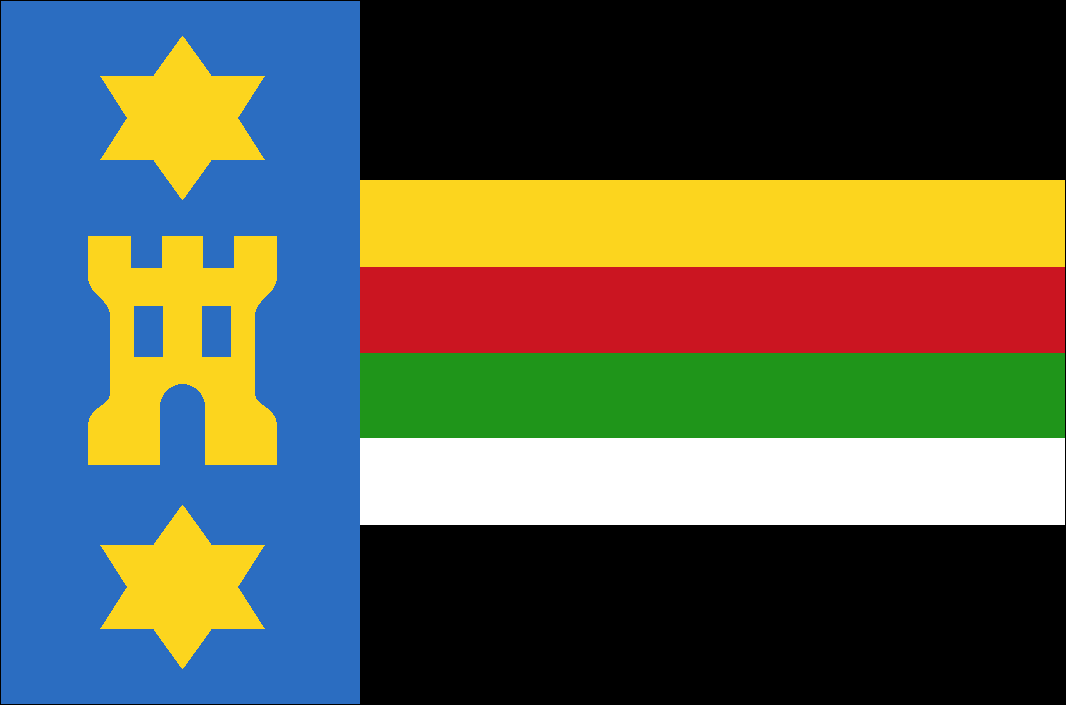
Vlag van Hallum

De vlag van Hallum is de dorpsvlag van het Nederlandse dorp Hallum, in de Friese gemeente Noardeast-Fryslân. De vlag werd in 2025 geregistreerd.

## Geschiedenis
De eerste versie van de vlag werd in 1995 geregistreerd en was naar het ontwerp van de plaatselijke kunstenaar Ids Willemsma. In 2024 is naar aanleiding van het aanvullen van de huidige vlag met een wimpel, contact geweest tussen de Fryske Rie foar Heraldyk met Doarpsbelang Hallum, om de vlag meer bij het wapen van Hallum aan te laten sluiten en de verwijzing naar de regenboog-bewegingen niet te willen promoten en neutraal te blijven op dat gebied. In 2025 is de nieuwe vlag geregistreerd in het Genealogysk Jierboek 2025, waarbij tevens is opgenomen dat de oude vlag is komen te vervallen.

## Beschrijving
De beschrijving van de vlag is als volgt:
Een blauwe broeking met een breedte van 1/3 vlaglengte, waarin een burcht met boven en beneden een ster, alles geel; de vlucht bestaande uit zes banen zwart, geel, rood, groen, wit en zwart, in een verhouding van 2:1:1:1:1:2 (bij en vlagverhouding van 2:3 H x L).
De kleuren zijn afkomstig van het wapen van Hallum en het wapen van Ferwerderadeel.

## Symboliek
- Blauwe broeking en zespuntige sterren: ontleend aan het wapen van Ferwerderadeel, de gemeente waar het dorp eertijds tot behoorde. Het aantal twee (sterren) duidt op de twee kloosters rond Hallum: Mariëngaarde en Bethlehem nabij Bartlehiem.[1]
- Burcht: duidt op de verschillende staten die rond het dorp aanwezig waren.[1]
- Zwarte banen: staat symbool voor de nacht.[1]
- Regenboog (geel, rood, groen en wit): de kleuren van de regenboog staan voor de dag. Daarnaast verwijzen de kleuren naar de kleuren van de hele wereld, aangezien producten van de plaatselijke industrie de hele wereld over gaan.[1]

## Wimpel
Naast deze dorpsvlag is er een dorpswimpel in gebruik. Deze zijn afgeleid op het bijbehorende vlag.

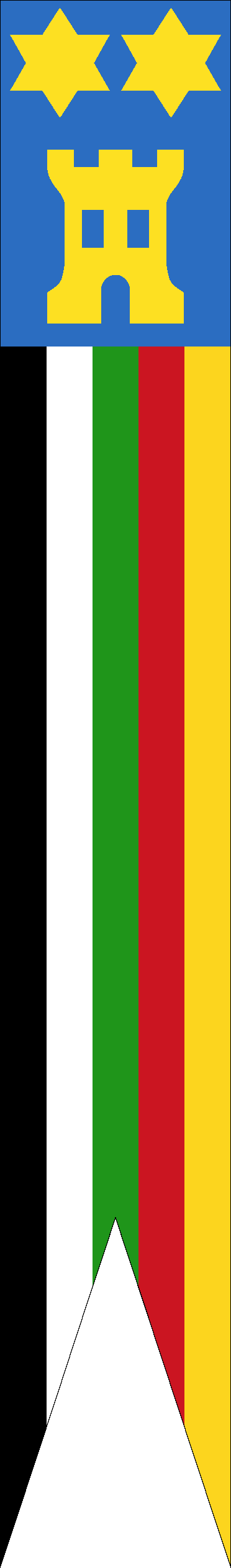
Wimpel van Hallum

## Voorgaande vlag

Vlag van Hallum
(1995-2025)

Op 1995 was een eerdere vlag geregistreerd die als volgt kan worden beschreven:
Een zwarte broeking met een lengte gelijk aan 1/3 vlaglengte, de vlucht bestaande uit zeven even hoge lengtebanen in de regenboogkleuren rood, oranje, geel, groen, blauw, indigo en violet.
De kleuren zijn afkomstig van het dorpswapen. Het ontwerp van de vlag was van de plaatselijke kunstenaar Ids Willemsma.

### Symboliek
- Kleuren: staan voor het "alles omvattende". Daarnaast staan ze voor de kleuren van de wereld. De producten van de plaatselijke industrie gaan namelijk de hele wereld over.[1]

Zeven banen: verwijzen naar de zeven sterren van het wapen van Ferwerderadeel.[1]